# 喬治·凱爾
喬治·柯萊德·凱爾（英語：George Clyde Kell，1922年8月23日—2009年3月24日），為美國職棒大聯盟的三壘手。15年職業生涯曾效力於運動家、老虎、紅襪、白襪與金鶯等隊。凱爾在退休後便在老虎隊擔任37年的播報員。1983年，凱爾入選棒球名人堂。
凱爾生涯入選十次全明星賽，一次打擊王。生涯6702個打席僅被三振287次也是一項特殊的紀錄。

## 職業生涯
凱爾在15年的職業生涯中一共10次入選明星賽，9次達成單季3成打擊率。他最有名的事蹟就是在1949年跟泰德·威廉斯爭奪打擊王寶座。當時威廉斯在尋求三冠王，不過他在最後兩個打席沒有擊出安打，反倒是凱爾在最後一天3個打數擊出2支安打，最後凱爾以3成429的打擊率險勝威廉斯的3成427打擊率拿下打擊王。隔年，凱爾繳出3成40的打擊率，不過他最後輸給了威廉斯的隊友Billy Goodman。
1956年至1957年，凱爾待在金鶯隊。他也在他退休幫助同樣出身於阿肯色州的新秀布魯克斯·羅賓森接下他的三壘位置，凱爾在他生涯最後一個球季繳出打擊率2成97的成績。
總計凱爾的生涯打擊率為3成06，並敲出78轟與870分打點。他生涯一共擊出2054支安打，防守率為9成71。1983年，凱爾經由名人堂資深委員會推薦入主古柏鎮，成功成為名人堂的一員。
他家鄉的體育館Tomlinson Stadium–Kell Field也以凱爾的名字命名。

## 播報員生涯
卸下球員身分後，凱爾於1959年開始擔任老虎隊播報員，直到1996年退休(1964年除外)。其中他還播報了1959年和1962年的國聯冠軍系列加賽，還有1962年與1968年的世界大賽。
1963年，凱爾曾經短暫退休，不過他後來在1965年重回工作崗位。之後他也與老虎球星艾爾·卡萊恩一同擔任播報員。

## 個人生活
凱爾的弟弟Skeeter Kell也是一名大聯盟球員，他曾在1952年於運動家隊效力。凱爾與他的第一任妻子育有一子一女。
凱爾在老虎時期曾經穿過21、15、7等三個背號，最後印有他名字的球衣背老虎隊永久退役。

## 逝世
2009年3月24日，凱爾在睡夢中安詳離世，享年86歲。

## 外部連結
- 球員資訊和成績在MLB，ESPN，Baseball-Reference，Fangraphs（英文）